# Wharariki Beach
Wharariki Beach est une plage sur la mer de Tasmanie, à l'ouest du cap Farewell, le point le plus au nord de l'île du Sud en Nouvelle-Zélande. 

## Géographie
La plage de sable, exposée au nord, est accessible uniquement par un sentier à une distance à pied d'une vingtaine de minutes depuis la fin de Wharariki Road. La fin de la route se situe à environ 4 km des habitations les plus proches, le petit village de Pūponga. Un terrain de camping est situé le long de Wharariki Road, mais la zone entourant la plage est dépourvue de tout développement urbanistique. La plage de Wharariki est bordée par le parc de la ferme de Puponga, la zone plus large étant plus ou moins entourée par l'extrémité nord du parc national de Kahurangi.
La plage est flanquée à l'est et à l'ouest de falaises, mais en raison de la topographie plate de la zone située derrière elle, la plage et les dunes herbeuses derrière elle sont assez exposées aux vents.
La plage de Wharariki est peut-être surtout connue pour les Archway Islands, un petit archipel de quatre îles allant du bord de mer (une partie de la plage à marée basse) à environ 250 mètres au large. Les îles figurent souvent sur les photos des calendriers des paysages néo-zélandais. C'est également l'image de l'écran de verrouillage par défaut du système d'exploitation Windows 10 de Microsoft.